# Synagoge der Rue Cadet

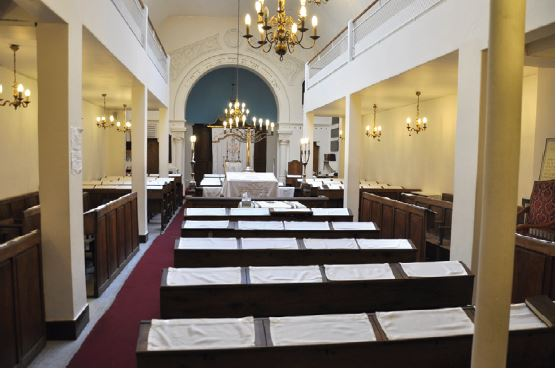
Synagoge der Rue Cadet (2023)

Die Synagoge der Rue Cadet oder Synagoge Adass Yereim ist die älteste orthodoxe Synagoge von Paris. Sie wurde von deutschstämmigen Juden aus dem Elsass gebaut und 1893 eingeweiht. Sie befindet sich 10, rue Cadet im 9. Arrondissement. Die nächste Métrostation ist Cadet an der Linie 7.

## Geschichte
Die Synagoge der Rue Cadet entstand nach dem Zusammenschluss der Société de l'étude talmudique und der Société du patriarche Abraham. Beide Gesellschaften waren in den 1840er Jahren von deutschstämmigen Juden gegründet worden, die zum größten Teil aus dem Elsass kamen. Der Vorsitzende der Société de l'étude talmudique, Klein, war der Sohn des Großrabbiners von Colmar, ein entschiedener Gegner der Reformbestrebungen des Konsistoriums. 1852 hatte die Gesellschaft einen Betsaal im Gebäude 14, rue Portefoin im Maraisviertel eingeweiht. Später hatte sie einen Betsaal einige Straßen weiter in der Rue Villehardouin, den sie 1884 in das Gebäude 6, rue de l’Échiquier im 10. Arrondissement verlegte. Die Société du patriarche Abraham war 1832 von Gläubigen gegründet worden, die den Betsaal des Lehrers Sauphar besuchten. 1872 hatte die Gemeinschaft einen Betsaal in 1, rue de la Boule Rouge, in der Nähe der Rue Cadet. Die von dem Architekten Lenfant gebaute Synagoge in der Rue Cadet wurde am 5. November 1893 eingeweiht.

## Architektur
Die Synagoge befindet sich in einem Hof und ist von der Straße aus nicht zu sehen. Der Eingang von der Straße ist von einem Wohnhaus überbaut und nur die unauffällige Tafel mit der Inschrift Beth HaKnesseth. Adass Yereim weist auf die Synagoge hin. Ein Durchgang führt in einen Hof, an dessen Ende ein Wohnhaus steht. An seiner Fassade weist ein Schild auf eine Mikwe für Männer hin. Ein Treppenaufgang auf der rechten Seite führt zu den Stockwerken des Wohnhauses. Auf der linken Seite führt eine Treppe zu einer Bibliothek, an die sich die Synagoge anschließt. Die Synagoge besitzt keine eigene Fassade.

## Innenraum
Der Innenraum ist schlicht gestaltet. An drei Seiten umgeben den Raum die Frauenemporen. Die Decke ist von einem großen Oberlichtfenster aus Glasbausteinen durchbrochen, in dessen Mitte der Davidstern dargestellt ist. Auch auf der Hochwand über dem Toraschrein ist der Davidstern dargestellt, aus Stuck und umgeben von einem Dekor aus Rankenornamenten.

## Ausstattung
Unter einer großen Arkade, auf deren Bogen eine hebräische Inschrift angebracht ist, steht der von einer bestickten, roten Parochet verhüllte Toraschrein. Die Bima befindet sich – wie in orthodoxen Synagogen üblich – in der Mitte des Raumes. Die gesamte Innenausstattung, wie die Holzbänke und ein Teil der Leuchter, ist noch original erhalten, ebenso eine Uhr, bei der anstelle von Ziffern hebräische Schriftzeichen stehen. Unter der Empore am Eingang erinnert eine Tafel aus Marmor an die Gefallenen der Gemeinde im Ersten Weltkrieg. Eine andere Tafel erinnert an die Opfer der Shoa, darunter sehr viele deutsche Namen: Bamberger, Berger, Durlacher, Felber, Fuldauer, Rosenberg, Schlachter, Schlesinger, Schwarz, Wassermann.